# Zvenella malayana
Zvenella malayana är en insektsart som beskrevs av Andrej Vasiljevitj Gorochov 2002. Zvenella malayana ingår i släktet Zvenella och familjen syrsor. Inga underarter finns listade i Catalogue of Life.